# Imejl-prilog
Prilog uz elektronsku poruku, kraće Imejl-prilog ili atačment (engl. е-mail attachment) računarska je datoteka koji se šalje uz neku imejl-poruku, prikačena je uz nju. Datoteka može biti poslata kao odvojena poruka, ali danas je skoro univerzalno prihvaćeno da se šalje kao deo poruke za koju je prikačena. Uobičajena ikona za dodavanje atačmenta je spajalica.

## Danas

### Ograničenja veličine
Imejl-standardi kao što je MIME ne 
određuju maksimalnu veličinu fajla, ali slanje velikih fajlova je sporo i ponekad je ograničeno programom.
Preko Interneta poruka prelazi nekoliko agenata za transfer poruka da bi došla do primaoca. Svaki od njih mora da sačuva poruku pre nego što je prosledi dalje i možda, ako je saobraćaj velik, primalac neće ni primiti atačment. Zato neki sistemi ograničavaju veličinu fajla koji se poslati.
Na primer, kada je Guglov Džimejl povećao ograničenje na 25MB upozorio je da „možda nećete biti u mogućnosti da pošaljete poruku korisnicima na drugim serverima sa manjim ograničenjem atačmenta“.